# János Sylvester
János Sylvester, cunoscut uneori sub numele de János Erdősi, (n. 1504, Seini, Regatul Ungariei, astăzi în România – d. 6 mai 1551) a fost un scriitor maghiar, primul traducător al Bibliei în limba maghiară (1541).

## Publicații
- Rosarium (1527), primul poem în limba maghiară;
- Grammatica Hungarolatina (1539), primul document care a stabilit „ortografia standardizată” în limba maghiară;
- Noul Testament (1541), prima traducere în limba maghiară.

1. ↑  PIM authority[*] Verificați valoarea |titlelink= (ajutor);
2. ↑  Czech National Authority Database, accesat în 7 septembrie 2021
3. ↑  Autoritatea BnF, accesat în 10 octombrie 2015